# Debra Winger
Mary Debra Winger (ur. 16 maja 1955 w Cleveland Heights) – amerykańska aktorka i producentka filmowa. Była trzykrotnie nominowana do Oscara dla najlepszej aktorki pierwszoplanowej i pięciokrotnie do Złotego Globu.

## Życiorys

### Wczesne lata
Przyszła na świat w Cleveland Heights, w stanie Ohio w rodzinie żydowskiej jako jedno z trojga dzieci Ruth (z domu Felder; zm. 19 marca 1996), pracownicy umysłowej, Roberta Wingera, pracownika przemysłu rolno-spożywczego. Ma siostrę Marlę i starszego brata Marca (ur. 1950).
W 1973 ukończyła James Monroe High School w Sepulveda w stanie Kalifornia i studiowała socjologię na California State University Northridge. Spędziła kilka lat w Izraelu, gdzie odbyła trzymiesięczną służbę w Siłach Obronnych Izraela. Po powrocie do Stanów Zjednoczonych w wyniku wypadku samochodowego doznała krwotoku mózgu. Była częściowo sparaliżowana i straciła wzrok na dziesięć miesięcy. Po odzyskaniu zdrowia przeniosła się do Kalifornii i została aktorką.

### Kariera
Mając 21 lat debiutowała rolą Debbie w dramacie komediowym Slumber Part '57 (1976) Williama A. Leveya. Następnie osiągnęła sukces na małym ekranie w serialu fantasy ABC Cudowna kobieta (1976–77) jako Drusilla, młodsza siostra Diany Prince. Początkiem kariery była komedia muzyczna Dzięki Bogu już piątek (1978) Roberta Klane’a z Jeffem Goldblumem i Donną Summer. 
Pierwszą liczącą się w oczach krytyki i publiczności rolą była postać mistrzyni parkietu Sissy Davis, której zdrowy pogląd na życie i poczucie wartości są przeciwwagą pozorów i wielkomiejskiej korupcji w melodramacie Miejski kowboj (1980) u boku Johna Travolty, za którą zdobyła dwie nominacje do nagrody Złotego Globu i nominację do nagrody Brytyjskiej Akademii Filmowej (BAFTA). 
Na planie komediodramatu Ulica Nadbrzeżna (1982) jej ekranowym partnerem był Nick Nolte, z którym zagrała po latach w dreszczowcu Karela Reisza Wszyscy wygrywają (1990). Rola robotnicy Pauli Pokrifki w kinowym hicie Oficer i dżentelmen (1982) Taylora Hackforda z Richardem Gere’em przyniosła jej pierwszą nominację do Oscara i kolejną do Złotego Globu.
Zachwyciła widzów i krytyków wiarygodnością przejmująco zagranej roli żyjącej w konflikcie ze swoją matką Emmy Horton w komediodramacie Czułe słówka (1983) Jamesa L. Brooksa z Shirley MacLaine i Jackiem Nicholsonem, zdobywając drugą nominację do Oscara i Złotego Globu. 
W dreszczowcu Morderstwo Mike’a (1984) zagrała dziewczynę zakochaną w trenerze tenisa, który okazuje się być narkotykowym dilerem; w komedii sensacyjnej Ivana Reitmana Orły Temidy (1986) z Robertem Redfordem i Daryl Hannah wcieliła się w postać prawniczki broniącej ekscentrycznej córki znanego artysty; w dreszczowcu psychologicznym Czarna wdowa (1987) Boba Rafelsona z Theresą Russell jako policjantka tropiła tytułową morderczynię mężów-samotnych milionerów; w dramacie sensacyjnym Zdradzeni (1988) Costy-Gavrasa była policjantką zakochaną w farmerze-szefie miejscowej komórki terrorystycznej. W Pod osłoną nieba (1990) Bernarda Bertolucciego wcieliła się zaś w rolę ekstrawaganckiej artystki Kit Moresby, podróżującej wraz z mężem po Afryce. Za rolę poetki Joy Gresham w biograficznym melodramacie Richarda Attenborough Cienista dolina (1993) po raz trzeci otrzymała nominację do Oscara i nominację do nagrody BAFTA.
W 1995 wykładała na Uniwersytecie Harvarda. W 2002 Rosanna Arquette zrealizowała film dokumentalny pt. W poszukiwaniu Debry Winger, gdzie pojawiła się obok czterdziestu popularnych aktorek hollywoodzkich, m.in.: Elizabeth Taylor, Gwyneth Paltrow, Sharon Stone, Meg Ryan, Jane Fondy, Diane Lane, Whoopi Goldberg, Robin Wright Penn, Holly Hunter, Melanie Griffith, Laury Dern, Daryl Hannah i Patricii Arquette.

## Życie prywatne
16 marca 1986 zawarła związek małżeński z aktorem Timothym Huttonem, z którym ma syna Emanuela Noaha (ur. 29 kwietnia 1987). 1 marca 1990 doszło do rozwodu. 28 listopada 1996 poślubiła aktora, reżysera i scenarzystę Arlissa Howarda. Mają syna Gideona „Babe” Howarda (ur. 15 czerwca 1997).

## Filmy (wybór)
- 1978: Dzięki Bogu już piątek jako Jennifer
- 1980: Miejski kowboj jako Sissy
- 1982: Ulica Nadbrzeżna jako Suzy DeSoto
- 1982: Oficer i dżentelmen jako Paula Pokrifki
- 1983: Czułe słówka jako Emma Greenway-Horton
- 1986: Orły Temidy jako Laura Kelly
- 1987: Czarna wdowa jako Alexandra „Alex” Barnes
- 1988: Zdradzeni jako Katie Phillips / Catherine „Cathy” Weaver
- 1990: Pod osłoną nieba jako Kit Moresby
- 1992: Cudotwórca jako Jane Larson
- 1993: Cienista dolina jako Joy Davidman
- 1995: Zapomnij o Paryżu jako Ellen Andrews Gordon
- 2003: Radio jako Linda Jones
- 2005: Czasem w kwietniu (TV) jako Prudence Bushnell
- 2008: Rachel wychodzi za mąż jako Abby

## Seriale
- 1976–77: Wonder Woman jako Drusilla (Wonder Girl)
- 1978: Sierżant Anderson jako Phyllis Baxter
- 2010: Prawo i porządek jako Pani Woodside
- 2010: Terapia jako Frances
- 2016–2020: The Ranch jako Maggie Bennett
- 2018: Patriot jako Bernice Tavner